# Abborrtjärnen (Rogsta socken, Hälsingland)
Abborrtjärnen är en sjö i Hudiksvalls kommun i Hälsingland och ingår i Harmångersån-Delångersåns kustområde.